# Aalburg
Aalburg és un antic municipi de la província del Brabant del Nord, al sud dels Països Baixos. El municipi s'havia format el 1973 per la fusió dels antics municipis d'Eethen, Veen i Wijk en Aalburg. L'1 de gener de 2019 es va unir a Werkendam i Woudrichem per formar el nou municipi d'Altena.
L'1 de gener del 2009, l'antic municipi d'Aalburg tenia 12.588 habitants repartits sobre una superfície de 53,13 km² (dels quals 2,73 km² corresponen a aigua). Limitava al nord amb Woudrichem i Zaltbommel, a l'oest amb Werkendam i al sud amb Waalwijk i Heusden.

## Centres de població
Babyloniënbroek, Drongelen, Eethen, Genderen, Meeuwen, Veen, Wijk en Aalburg.

## Composició de l'ajuntament
- SGP (3)
- CDA (3)
- ChristenUnie (3)
- BAB (2)
- PvdA (2)
- VVD (1)
- Ideaalburg (o Partij Sheikkariem) (1)

## Agermanament
- Heves